# Kanton Le Mans-Est-Campagne
Der Kanton Le Mans-Est-Campagne war von 1982 bis 2015 ein französischer Wahlkreis im Arrondissement Le Mans, im Département Sarthe und in der Region Pays de la Loire; sein Hauptort war Le Mans.

## Geografie
Der Kanton lag im Zentrum des Départements Sarthe. Er grenzte im Norden an den Kanton Ballon, im Osten an die Kantone Montfort-le-Gesnois und Bouloire, im Südosten an den Kanton Le Grand-Lucé, im Südwesten an den Kanton Écommoy, im Westen an die Kantone Le Mans-Sud-Est, Le Mans-Ville-Est und Le Mans-Nord-Ville und im Nordwesten an den Kanton Le Mans-Nord-Campagne.   

## Gemeinden
Der Kanton bestand aus einigen östlichen Vierteln der Stadt Le Mans (angegeben ist hier die Gesamteinwohnerzahl, im Kanton lebten etwa 4.900 Einwohner der Stadt auf 3,93 Quadratkilometern) und sechs Gemeinden östlich der Stadt.   
| Gemeinde          | Einwohner Jahr | Fläche km² | Bevölkerungsdichte | Code INSEE | Postleitzahl |
| ----------------- | -------------- | ---------- | ------------------ | ---------- | ------------ |
| Challes           | 1.248 (2013)   | 25,83      | 48 Einw./km²       | 72053      | 72250        |
| Changé            | 6.407 (2013)   | 35,06      | 183 Einw./km²      | 72058      | 72560        |
| Le Mans           | 144.244 (2013) | –          | – Einw./km²        | 72181      | 72000        |
| Parigné-l’Évêque  | 4.842 (2013)   | 63,40      | 76 Einw./km²       | 72231      | 72250        |
| Sargé-lès-le-Mans | 3.658 (2013)   | 13,85      | 264 Einw./km²      | 72328      | 72190        |
| Savigné-l’Évêque  | 4.064 (2013)   | 28,48      | 143 Einw./km²      | 72329      | 72460        |
| Yvré-l’Évêque     | 4.286 (2013)   | 27,61      | 155 Einw./km²      | 72386      | 72530        |

## Geschichte
Der Kanton Le Mans-Est-Campagne entstand bei der Neugliederung der Kantone in der Region Le Mans im Jahr 1982.